# Rolf Kanitz
Rolf Kanitz (Lebensdaten unbekannt) war ein deutscher Fußballspieler.

## Karriere
Kanitz gehörte dem TSV 1860 München an für den er in der Gauliga Bayern Punktspiele bestritt. Die Saison 1942/43 schloss er mit seiner Mannschaft als Gaumeister Südbayern ab und an der Endrunde um die Deutsche Meisterschaft teil, in der er mit dem Team im Viertelfinale am First Vienna FC scheiterte. Während seiner Vereinszugehörigkeit bestritt er 1942 fünf Spiele im Wettbewerb um den nationalen Vereinspokal. Im November 1942 gewann er im Berliner Olympiastadion das vor 80.000 Zuschauern gegen den FC Schalke 04 ausgetragene Finale mit 2:0.

## Erfolge
- Gaumeister Südbayern 1943
- Tschammerpokal-Sieger 1942